# Авлас, Владимир Дмитриевич
Владимир Дмитриевич Авлас (12 января 1904, Виленская губерния — 15 марта 1975, Ленинград) — русский советский живописец, член Ленинградского Союза художников.

## Биография
Родился в Виленской губернии (в некоторых источниках местом рождения указан Санкт-Петербург).
В 1920—1926 годах учился в ПГСХУМ — ВХУТЕМАС — ВХУТЕИН. Среди педагогов упоминается Н. И. Альтман. Участник выставок с 1922 года. Писал пейзажи, портреты, натюрморты. Был членом и экспонентом объединения «Мастера аналитического искусства» (школа П. Н. Филонова). Член Ленинградского Союза советских художников с 1935 года. Автор картин «Натюрморт» (1922), «Портрет Р. Г. Дрампяна», «Портрет Е. М. Кипус» (обе 1933), «Лес» (1935), «Колхозный пейзаж» (1951), «Зеленогорск. Залив», «Приморский Парк Победы» (обе 1956), «Пляж в Зеленогорске» (1957), «Аллея в парке», «Парк» (обе 1958) и других.
Его произведения находятся в Государственном Русском музее, в музеях и частных собраниях России, Украины, Германии, Франции.

## Выставки
- 1951 год (Ленинград): Выставка произведений ленинградских художников.
- 1956 год (Ленинград): Осенняя выставка произведений ленинградских художников.
- 1957 год (Ленинград): 1917 - 1957. Выставка произведений ленинградских художников.
- 1958 год (Ленинград): Осенняя выставка произведений ленинградских художников.